# Гоніння сліду
Гоніння сліду — процедура розшуку злодія у судовому процесі Київської Русі, сутність якої полягала в гонитві за злодієм по залишених ним слідах. Якщо сліди губилися, розшук припинявся, якщо вони вели до якого-небудь населеного пункту, то його жителі повинні були відвести від себе підозру і взяти участь у розшуку злочинця. Інакше вони несли колективну відповідальність за вчинену крадіжку. Отримані під час «гоніння сліду» результати ставали підставою для прийняття судового рішення.